# Lycée royal Guillaume de Berlin

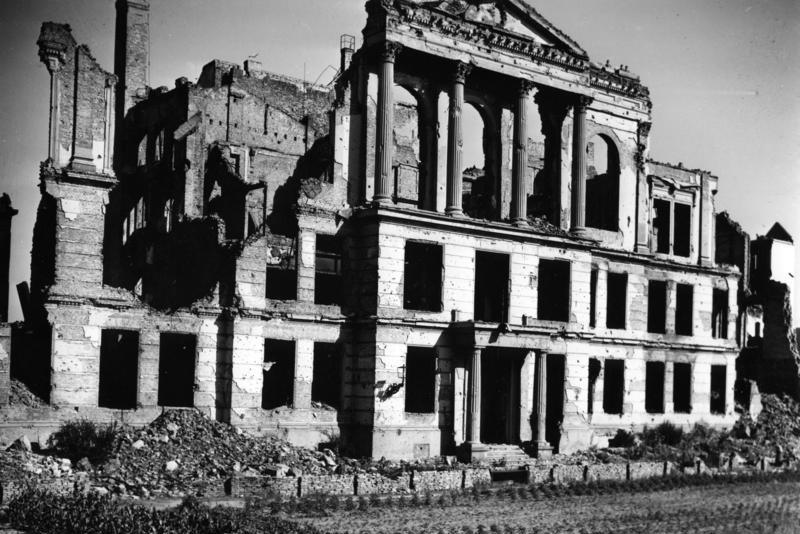
Ruines du tribunal populaire (ancien lycée Guillaume).

Le lycée royal Guillaume est un lycée de Berlin de 1858 à 1924.

## Histoire
L'école est située au 15 Bellevuestraße dans l'actuel quartier de Tiergarten et se développe à partir du lycée royal ouvert le 17 mai 1858 devant la porte de Potsdam.
Le 21 mars 1861, le roi et futur empereur allemand Guillaume Ier prend en charge le patronage, accorde à l'établissement les droits d'un lycée royal et lui donne le nom de lycée Guillaume. Le premier baccalauréat est passé à la Saint-Michel 1863. Au vu de la forte croissance démographique dans ce quartier habité par des hauts fonctionnaires, des officiers et des commerçants aisés (Geheimratsviertel), une nouvelle construction et une extension s'imposent. Le 8 juin 1863, la première pierre d'un nouveau bâtiment scolaire est posée en présence du roi Guillaume Ier, et à Pâques 1865, certaines parties du bâtiment sont déjà occupées. L'architecte est le conseiller en bâtiment Adolf Lohse (de) (1807–1867), le bâtiment avant est conçu par Hubert Göbbels (de). Des extensions structurelles sont également réalisées ultérieurement, comme la construction d'un gymnase et d'un immeuble d'habitation pour le directeur en 1870/1871. Le bâtiment principal est situé à l'intérieur d'un long terrain s'étendant de la Bellevuestraße 15, et situé à proximité de l'hôtel Esplanade (Bellevuestraße 17-18a). Parfois, il y a un accès depuis la Viktoriastraße.
Le 26 mai 1881, des diplômés du lycée fondent la Landsmannschaft Guilelmia (de) à Berlin.
Le lycée connaît une forte affluence et atteint dans les années précédant le tournant du siècle son plus grand nombre d'élèves avec près de 1 000 élèves issus principalement de familles protestantes et juives. Ce n'est qu'au début du XXe siècle que le nombre d'élèves diminue légèrement, malgré l'augmentation continue de la population berlinoise, car d'autres lycées sont ouverts à proximité immédiate.
Au début de la République de Weimar, l'adjonction « royale » est perdue. Par décret du ministère de la Culture de décembre 1923, la fermeture du lycée Guillaume est ordonnée à Pâques 1924. Les classes du primaire inférieur et supérieur peuvent être poursuivies par des cours gratuits dispensés par des professeurs retraités du lycée français. Les classes restantes sont regroupées avec celles du lycée français.
Dès 1921, la propriété est passée en possession du Trésor du Reich et des modifications structurelles sont apportées pour l'utilisation ultérieure du bâtiment de l'école par le Conseil économique provisoire du Reich (de). En 1926, le gymnase est démoli et l'ancienne résidence du directeur est transformée en villa de service. En 1935, le Tribunal populaire s'installe. Lors du raid aérien intensif du 3 février 1945 de l'USAAF, le bâtiment est touché ; le président du Tribunal populaire, Roland Freisler, y perd la vie. Les ruines sont démolies dans les années 1950.
Aujourd'hui, le Sony-Center occupe la majeure partie de la propriété allongée. La nouvelle Potsdamer Straße longe la partie sud.

## Directeurs
- Recteur fondateur : Julius Krause (mort en 1860)
- 1863–1904 : Otto Kübler (de) (1827–1912), chef d'orchestre par intérim depuis 1860
- 1904-1908 : Gottlieb Leuchtenberger (de) (1839-1914)
- 1908–1922 : (1923–1929 : lycée prince-Henri de Schöneberg) Gustav Sorof (1863–1935)

### Professeurs
- Hermann Kawerau (de) (professeur de chant)
- Felix Müller (de) (professeur assistant : mathématiques)
- Waldemar Oehlke (de) (enseignement : 1914-1919)
- Hans Pomtow (de)
- Conrad Rethwisch (de) (histoire)
- Otto Rubensohn (histoire, enseignement : 1922-1924)
- Julius Schubring (de)

### Étudiants
- Curt Abel-Musgrave (de) (1860-1938), chimiste, médecin, journaliste, éducateur, auteur, traducteur et publiciste
- Erich Benjamin (de) (1880-1943), fondateur de la psychiatrie de l'enfant et de l'adolescent
- Johannes Biermann (de) (1863-1915), juriste
- Heinrich Biltz (1865-1943), chimiste
- Wilhelm Biltz (de) (1877-1943), chimiste
- Hermann Borchardt (de) (1888–1951), écrivain
- Johannes Büchsel (de) (1849-1920), théologien
- Max Dessoir (1867-1947), philosophe et psychologue
- Herbert von Dirksen (1882–1955), ambassadeur, écrivain
- Ernst Droysen (1844–1874), fils de l'historien Johann Gustav Droysen et plus tard professeur de lycée ; est l'un des quatre premiers diplômés du secondaire en 1863 [2]
- Hans Droysen (de) (1851-1918), historien, érudit classique et professeur de lycée
- Friedrich Ernst Fehsenfeld (de) (1853-1933), éditeur
- Richard Frankfurter (de) (1873–1953), homme politique
- Manfred Gurlitt (1890-1972), compositeur et chef d'orchestre
- Kurt Hahn (1886-1974), éducateur et homme politique
- Kurt Koffka (1886-1941), psychologue
- William Küster (de) (1863–1929), chimiste et professeur à Stuttgart
- Hermann Levy (de) (1881-1949), écrivain et économiste
- Willy Liebermann von Wahlendorf (de) (1863–1939), chimiste et entrepreneur
- Friedrich Max Ludewig (de) (1852-1920), homme politique
- Anton Mayer (de) (1879-1944, pseudonyme : Johannes Reinwaldt), écrivain et historien de l'art
- Walter Mehring (1896-1981), écrivain
- Walter Mirauer (de) (1882-1948), chirurgien et gynécologue
- Fritz Mussehl (1885-1965), secrétaire d'État
- Franz Oppenheim (1852-1929), chimiste et industriel
- Artur Pappenheim (1870-1916), médecin
- Werner Ranz (de) (1893–1970), fonctionnaire de la profession juridique allemande et de l'Association des anciens étudiants de corps
- Walther Rathenau (1867-1922), industriel et ministre
- Carl Ludwig Reimer (de) (1856-1921), chimiste
- Louis Riedel (de) (1849-1907), contre-amiral
- Max Rötger (de) (1860–1923), président du conseil d'administration de la société Krupp et représentant des intérêts de l'industrie
- Johann Heinrich Schäfer (1868–1957), égyptologue et directeur de musée
- Walter Julius Viktor Schoeller (de) (1880–1965), chimiste
- Johannes Sobotta (1869-1945), professeur d'anatomie
- Adolf von Trotha (1868-1940), amiral
- Kurt Tucholsky (1890-1935), écrivain
- Georg Witkowski (de) (1863-1939), historien de la littérature
- Ernst Wolff (de) (1877–1959), avocat
- Theodor Wolff (1868-1943), écrivain et publiciste